# Palenciana
Palenciana es un municipio español de la provincia de Córdoba, Andalucía. En el año 2016 contaba con 1506 habitantes. Su extensión superficial es de 16,13 km² y tiene una densidad de 93,37 hab/km². Se encuentra situado en la comarca de la Subbética Cordobesa, a una altitud de 399 metros y a 104 kilómetros de la capital de provincia, Córdoba.

## Toponimia
Palenciana debe su nombre a sus fundadores, que fueron unos antiguos palentinos de la época de la reconquista que se dedicaron a la tala de encinas para hacer carbón allá por el siglo XIII.

## Geografía
Está situada en el sur de la provincia de Córdoba, entre los Llanos de Antequera y la Subbética cordobesa, junto al río Genil. A Palenciana se llega por El Tejar desde la carretera N-331 y desde Antequera por carretera provincial.

## Historia

### Prehistoria
El extremo suroeste de la provincia de Córdoba (Benamejí, Encinas Reales, Palenciana...) no ha gozado de una investigación muy intensa en lo que a Prehistoria se refiere, lo cual queda reflejado en la escasez de datos sobre dicha zona. Solo las noticias proporcionadas por Juan Bernier permiten conocer la existencia, en el Cerro de los Toros, de cerámicas bruñidas encuadrables en una difusa Edad del Bronce.

### Época Romana
También se han hallado restos de época romana en las cercanías del Cerro de los Toros, al sur de la carretera que une El Tejar con Palenciana y, sobre todo, en el Cerro del Pozuelo, donde se han hallado fragmentos de urnas y de lápidas pertenecientes a una necrópolis, así como una gran cantidad de tegulae, ladrillos y terra sigillata que delatan la existencia de una villa romana. 

### Edad Media
El territorio de Palenciana, cuya actual población surgirá en época moderna, formó parte durante la Edad Media del término de Benamejí. Si en la época musulmana perteneció a la Cora de Rayya (Málaga) y, después de la caída del Califato, al reino de los Banu Ziri de Granada, en los siglos bajomedievales -aunque fue incorporado inicialmente por Fernando III a dominio cristiano y donado por Alfonso X a la orden militar de Santiago- quedó dentro de la frontera de Granada, por lo que se verá envuelto en todos los cambios que afectaron a ésta hasta que se conquistó Antequera en 1410. Posteriormente, al restablecerse toda esta zona a la orden de Santiago, quedaría vinculado a la misma durante el resto del siglo XV, compartiendo con Benamejí todos los avatares históricos de esta centuria. 

### Edad Moderna
Durante la Edad Moderna Palenciana se mantuvo indisolublemente unida a Benamejí, por lo que el proceso histórico de una y otra es paralelo. Sin embargo, desde el siglo XVI Palenciana tiene en la documentación entidad propia, aspecto que se debe destacar. 
A raíz de la resolución real de desmembrar el donadío de Benamejí de la orden militar de Santiago, en 1547, se envió a la zona a Juan de León con el fin de que realizara una evaluación sobre el término que permitiera fijar la indemnización a pagar a dicha orden. En el informe se recoge el tipo de explotación que la orden realizaba sobre Palenciana; este documento es el primero en el cual se recoge el término específicamente. 
Del informe se desprende que Palenciana en la primera mitad del siglo XVI (1526, 1529, 1542-1547) tenía 600 fanegas de tierra roturada, en la que se sembraba trigo y centeno, y el resto, unas 300, dedicado a pasto, bellota y esparto. El sistema de explotación se realizaba por medio de arrendamiento, generalmente a vecinos de Antequera. 
En 1547 aún no estaba levantado el actual pueblo, si bien ya se habla de 'un cortijo' en el término de Palenciana posiblemente ubicado en el lugar de la población actual. Fue a partir de la compra del señorío de Benamejí por Diego de Bernuy cuando se levantan casas en torno al primitivo cortijo, siguiendo el modelo de las de Benamejí, aunque no se construyen en gran número, puesto que en 1752, en el Catastro de Ensenada, el núcleo urbano no estaba aún configurado. 
Es también a partir de mediados del siglo XVI, tras la adquisición por Diego de Bernuy, cuando el término empieza a ser habitado con una población estable, de la que había carecido durante la época de pertenencia a la orden de Santiago, en que sólo era habitado por temporeros que arrendaban las tierras para su explotación. 
En Palenciana tienen reflejo todos los acontecimientos que se suceden en Benamejí durante los siglos XVII y XVIII, de manera que actúa como caja de resonancia en los movimientos que se desarrollan en torno a conflictos sobre la jurisdicción eclesiástica entre el señor y el convento de San Marcos de León, y finalmente, reivindica sus propios cargos concejiles y su propia jurisdicción, que no logra hasta la segregación del término en 1834, poniendo fin a las rivalidades que la dependencia creaba entre ambas poblaciones.

### Edad Contemporánea
Todos los periodos iniciales del liberalismo español coincidieron con intentos de emancipación de Palenciana de su vecina Benamejí. Tanto en 1812 como en 1820, y ya definitivamente en 1834, esta población logró consolidar una situación administrativa largo tiempo anhelada, habida cuenta de las rivalidades permanentes que la dependencia creaba en el ánimo de sus habitantes. Una de las arbitrariedades que más enojaron las conciencias populares ocurrió en 1834, al negarse el Ayuntamiento de Benamejí a repartir proporcionalmente con Palenciana los fondos recibidos del Gobierno para atemperar la calamitosa situación generada por la epidemia de cólera y la crisis de subsistencia consiguiente. 
La consecución de la emancipación definitiva quizá explique la constante lealtad de la villa de Palenciana al régimen liberal. Solo a fines del siglo nuevas ideologías como la republicana tomarán carta de naturaleza con la creación, verbigracia, del Casino Republicano en 1893. 
Por otro lado, su estratégica situación geográfica, próxima a las comunicaciones terrestres entre Córdoba y Málaga, permitió que en su economía, intensamente agrarizada, atisbasen, ya desde el siglo XIX, actividades relacionadas con el comercio. 
De igual manera, la proximidad de las Sierras Subbéticas facilitó que la población se constituyera, hasta mediados del siglo XIX, en un auténtico foco endémico de bandolerismo y contrabando. 
Palenciana quedó adherida territorialmente a la zona nacional desde el mismo 18 de julio de 1936, como en general ocurrió en los demás pueblos de su entorno próximo al iniciarse la Guerra Civil.

## Demografía
Palenciana cuenta con una población de 1431 habitantes (INE 2024).
| Gráfica de evolución demográfica de Palenciana entre 1842 y 2021                                                    |
| |
| Población de derecho según los censos de población del INE Población de hecho según los censos de población del INE |

## Economía

### Evolución de la deuda viva municipal
| Gráfica de evolución de Deuda viva del Ayuntamiento de Palenciana entre 2008 y 2019                                |
| |
| Deuda viva del Ayuntamiento de Palenciana en miles de Euros según datos del Ministerio de Hacienda y Ad. Públicas. |

## Cultura

### Monumentos y lugares de interés
- Iglesia de San Miguel Arcángel
- Plaza de la Virgen del Carmen
- Plaza de Andalucía
- Parque Blas Infante
- Parajes del Río Genil a su paso por Palenciana: la Barca, la Galeota, la Herradura, etc.
- Arroyo de las Cañas
- Fuente de los Ciélagos
- Ermita de San Lucas

## FIESTAS
Semana Santa
Virgen en Procesión
Son cuatro las procesiones que recorren las calles de Palenciana durante la Semana Mayor.
El Jueves Santo lo hacen Nuestro Padre Jesús Nazareno y Nuestra Señora de los Dolores, siendo de destacar en esta procesión el emocionante cruce de picas que realiza la Centuria Romana momentos antes de encerrar a las imágenes, cuando la Virgen se acerca a su Hijo. La Centuria Romana, aunque con tal denominación, desfila con un uniforme inspirado en la guardia real del siglo XIX.
El Viernes Santo hace estación de penitencia la Hermandad de Nuestro Padre Jesús Nazareno con la cruz a cuestas y Nuestra Señora de los Dolores, procesión en la que cabe destacar la escapada del Nazareno, cuando lo llevan al granero -cara a los campos, que simboliza la bendición de las cosechas-, y el cruce de picas. Por la noche sale la procesión del Santo Entierro, de la Hermandad Santa Cruz, Santo Sepulcro y Nuestra Señora de la Soledad, que destaca por el número de pinguruchos de vistosas túnicas. Es la procesión más solemne y majestuosa, y en ella los romanos cambian el penacho rojo de su casco por otro negro, en señal de luto.
El domingo sale la procesión del Resucitado, cuyos y cuyas cofrades desfilan con la cara descubierta. Al llegar a la plaza, la imagen es alzada y mecida por sus costaleros y costaleras. Como en el resto de procesiones, acompaña a ésta la Centuria Romana, fundada en 1890 y que, pese a su nombre, viste un uniforme inspirado en el del regimiento de la Guardia Real del pasado siglo. Lo integran una escuadra de gastadores, un cuadro de oficiales con teniente abanderado, un cuerpo de picas o lanzas, y la banda de tambores y cornetas. Es solemne y emotiva la ceremonia de sacar y guardar la bandera.
En la Semana Mayor de Palenciana también merecen destacarse los pregones, tres cantos de origen desconocido que se entonan en la parroquia a las seis de la mañana del viernes, por lo que mucha gente no se acuesta esa noche. En la tarde del mismo día tiene lugar el sermón «de las tres horas», en el que destaca el canto de las Siete Palabras, de original melodía, que data del siglo XIX.
También son de destacar los pasos vivientes de la Pasión, recuperados recientemente tras su desaparición en 1913.
Feria del Carmen
y vecinas La Fiesta más característica se celebra del 14 al 17 de agosto y es la Feria de la Virgen del Carmen, con el típico y original Revoleo de bandera delante de la Virgen.
Campanas, cohetes y globos anuncian el inicio de las fiestas, que se abren con el pregón y la coronación de la reina. Las mañanas de feria son amenizadas por dianas a cargo de una banda de música foránea a la que los palencianeros y palencianeras dispensan un cálido recibimiento, tras aguardar su llegada toda la noche, que pasan en vela.
Durante estos días se celebran competiciones deportivas diversas, como fútbol sala y baloncesto, así como un concurso de tractoristas. Conjuntos musicales amenizan los animados bailes populares de las noches festivas. El programa religioso incluye una ofrenda floral a la Virgen, la Salve y la procesión, que se celebra en la tarde del 15, y a cuyo término tiene lugar en la plaza el revoloteo de la bandera de la hermandad -que realiza desde hace años con destreza y habilidad José Sánchez Mellizo Urea- al tiempo que arden las bengalas.
Detalle particular de esta feria es que la costea un grupo de vecinos y vecinas -que se renuevan cada año- denominados «hermanos y hermanas mayores», cuyo número es variable, aunque nunca inferior a diez ni superior a veinticuatro.
Después de la misa, los hermanos y hermanas mayores invitan a una copa de vino al pueblo, y los vecinos y vecinas corresponden depositando donativos en una bandeja, colecta que se destina a costear las fiestas. En el transcurso del acto se «echa la china», como se denomina al nombramiento o proclamación de los hermanos y hermanas mayores que asumirán en el futuro la organización de estas fiestas. Es tal el interés que despierta en los palencianeros y palencianeras ostentar tal responsabilidad, que se inscriben en la lista de aspirantes a hermanos y hermanas mayores con bastantes años de antelación.
VIRGEN DEL CARMEN PALENCIANA
Este año 2025
Año Jubilar y el Rito de Apertura de la Puerta Santa, que se celebrará el sábado 11 de enero a las 12:00 horas en nuestra iglesia parroquial.
Este Año Jubilar tiene un profundo significado para nuestra comunidad, ya que conmemoramos el 250 aniversario de la construcción de nuestra querida parroquia y la inminente Coronación Canónica Pontificia de Nuestra Señora del Carmen, dos grandes momentos, uno del pasado y otro del presente pero unidos en una misma gracia y bendición que marcarán nuestra historia espiritual. Este jubileo nos invita a vivir un tiempo especial de gracia, perdón y renovación, un momento propicio para acercarnos más al Señor y a la devoción a su Santísima Madre.
La Solemne Eucaristía será presidida por el IImo. Sr. D. Jesús Daniel Alonso Porras, vicario general de la diócesis de Córdoba, quien nos guiará en este acto tan especial. En el inicio de la celebración, se llevará a cabo la apertura de la Puerta Santa y durante la misma celebración, se realizará la emotiva ceremonia de retirada de la corona de Nuestra Patrona y Soberana y del Divino Niño del Santo Escapulario, momentos de gran devoción efeméride que en poco más de 6 meses nuestro pueblo vivirá y quedará marcado para la historia.LA CORONACIÓN DE NUESTRA PATRONA LA VIRGEN DEL CARMEN 
Carnaval
Palenciana ha recuperado en los últimos años el esplendor de su antiguo Carnaval, del que aún se recuerdan las murgas del Cojo Grilleras, Nemesio, el Señorito Rernendao y Venancio. Tradicionales de estas fiestas son el cántaro de piñata, con sorpresas, y el juego del botijo, que los y las jóvenes se arrojan mientras forman un corro y cantan letrillas como ésta, recogida por el cronista local Manuel García Hurtado:
«Vamos a jugar al corro
que se pasa el Carnaval,
llega la Semana Santa
y tenemos que rezar.»
Logo Carnaval
Día de San Marcos
Hornazo
El 25 de abril es costumbre salir a comer al campo los tradicionales hornazos, y para atar el rabo al diablo, haciendo nudos en las retamas y jaramagos.
Romería de San Isidro
El sábado más próximo al 15 de mayo la romería se inicia con la concentración de carrozas en la plaza del Carmen, que acompañan a la imagen del santo labrador al Monte del Realengo, pintoresco paraje -situado a unos siete kilómetros de Palenciana y dentro del término de la vecina Antequera- poblado de encinas bajo las que se cobijan los romeros para cantar, bailar, comer y beber. Al atardecer, entre cohetes y palmas, San Isidro retorna al pueblo, y se inicia una animada verbena en el Patio del Saber, que se prolonga toda la noche. En 1991 se constituyó una hermandad que desde entonces asume la organización de esta romería.
Portada San Isidro 2009

### Deporte
Dentro del deporte palencianero, mención especial merece la Asociación Juvenil deportiva de Palenciana (conocida por A.J.), fundada en 1988.
Nació con la principal idea de que jóvenes y niños pudiesen practicar deporte. Desde baloncesto, fútbol-sala, atletismo,..., muchas han sido las disciplinas practicadas por deportistas de A.J..
Durante estos 20 años, muchos niños palencianeros han podido visitar pueblos de toda la geografía andaluza, especialmente la cordobesa, fin de semana sí y fin de semana también, contribuyendo A.J. a su desarrollo deportivo y, además, a su crecimiento cultural y personal.

## Servicios
Palenciana cuenta con los siguientes centros educativos:
- C.E.I.P. San José: colegio de educación infantil y primaria.
- E.I. Palenciana: escuela infantil.
- S.E.P. Las Rosas: centro de educación de adultos.

Nueva Biblioteca Municipal situada, en el antiguo telecub, actualmente la biblioteca cuenta con dos salas una infantil y otra para adutos, y en la planta de arriba tenemos dos salas de estudios totamente ocupadas.